# پریواست کار
پریواست کار (انگلیسی: Prevost Car) شرکت اتوبوس‌سازی کانادایی است، که در سال ۱۹۲۴ تأسیس شد.